# Garaeus colorata
Garaeus colorata är en fjärilsart som beskrevs av W. Warren 1893. Garaeus colorata ingår i släktet Garaeus och familjen mätare. Inga underarter finns listade i Catalogue of Life.